# Henrik Berger
Henrik Berger, född 16 maj 1969, är en före detta fotbollsspelare. Han har spelat näst flest A-lagsmatcher i Degerfors IF. Han debuterade i A-laget år 1987.
Två av hans stora prestationer är då han sköt upp DIF i allsvenskan 1992 genom att avgöra kvalet mot Djurgårdens IF (2–0) samt att på samma arena, Stora Valla, göra mål direkt på hörna mot Tomas Brolins Parma FC i Cupvinnarcupen 1993.
Berger är son till fotbollsspelaren Göran Berger och far till fotbollsspelaren Emil Berger.